# A Nova Califórnia
A Nova Califórnia é um conto humorístico de Lima Barreto, escrito em 1910.

## Sinopse
A história se passa numa cidade fictícia, a pequena Tubiacanga, no interior do Rio de Janeiro. Um forasteiro, Raimundo Flamel, chega ao local com a fama de químico conhecido internacionalmente. Flamel afirma ter descoberto um processo para transformar ossos em ouro.  Depois de o forasteiro desaparecer misteriosamente, a população começa a saquear o cemitério local, esperando enriquecer com a suposta fórmula de transmutação. Esgotados os ossos dos mortos, os habitantes de Tubiacanga começam a se matar uns aos outros.

## Publicação
A Nova Califórnia foi escrito em 10 de novembro de 1910. Foi originalmente publicado em 1911, na Revista Americana, sendo republicado em 1915, como apêndice do romance Triste Fim de Policarpo Quaresma, juntamente com O Homem que Sabia Javanês, Um e Outro, Um Especialista, O Filho da Gabriela, Miss Edith e seu Tio e Como o "Homem" Chegou.

## Adaptações
O filme Osso, Amor e Papagaios, de Carlos Alberto de Souza Barros e César Memolo Jr (1957) adapta o conto para o cinema.
A trama de A Nova Califórnia foi também a principal inspiração para a novela Fera Ferida, que se utilizou também de elementos e personagens de outras obras de Lima Barreto, como O Homem que Sabia Javanês, Clara dos Anjos e Numa e a Ninfa.
Foi adaptado também para os videogames, pela produtora brasileira Game e Arte, lançado em Novembro de 2017.